# George Dantzig
George Bernard Dantzig (ur. 8 listopada 1914 w Portland, zm. 13 maja 2005 w Palo Alto) – amerykański matematyk, twórca algorytmu sympleksowego, a także niezależnie programowania liniowego w kilka lat po rosyjskim ekonomiście i matematyku Leonidzie Kantorowiczu. Był odznaczony wieloma nagrodami, w tym National Medal of Science w roku 1975 oraz nagrodą Johna von Neumanna w 1974 roku.